# 弦楽四重奏曲第83番 (ハイドン)
弦楽四重奏曲第83番 変ロ長調/ニ短調 Hob.3-83 作品103は、フランツ・ヨーゼフ・ハイドンが晩年に作曲した未完成の弦楽四重奏曲である。

## 概要
自筆譜には「1803年」と記載され、作曲当時のハイドンは71歳を迎えており、前年より持病によって作曲ができない状態となっていた時期に作曲されたものとされている。ハイドンが作曲を放棄した理由については、自身がすでに持病によってこれ以上作曲できないと判断したため放棄に至ったという。
2つの楽章のパート譜は生前の1806年10月にブライトコプフ・ウント・ヘルテル社から出版されている。なおハイドンはメヌエット楽章の最後に、1796年に作曲された4声の合唱曲『老人』（Hob.XXVc-5）の冒頭部分（4小節）の歌詞「わが力すでに萎えたり。齢をかさぬ、力、衰えぬ」を印刷するように指示している。作品はモーリス・デ・フリース伯爵に献呈された。

## 構成
本来4楽章になる予定であったが、そのうちの2楽章のみ完成している。
第2楽章 アンダンテ・グラツィオーソ（変ロ長調、4分の2拍子）
3部形式であるが、主題は2部形式（各部反復記号の付いた）による。中間部は2つの部分（変ト長調、嬰ハ短調）からなる。結尾は主題の再現である。
第3楽章 メヌエット、マ・ノン・トロッポ・プレスト（ニ短調、4分の3拍子）
メヌエットとトリオ（ニ長調）から構成され、両者は部分的ではあるが2拍子風に展開される。またメヌエットでは半音階的な書法が使われている。

## 参考資料
- 『作曲家別名曲解説ライブラリー ハイドン』（音楽之友社）
- 『ハイドン:弦楽四重奏曲全集』の解説書（エオリアン弦楽四重奏団の演奏、デッカ・レコード）